# 一遺伝子一酵素説
一遺伝子一酵素説（いちいでんしいちこうそせつ、英語：one gene-one enzyme hypothesis）とは、遺伝子研究の過程で唱えられた仮説で、個々の遺伝子はそれぞれ一つの酵素を指定するものであるとする説である。
遺伝子が酵素に関わっているとの見方はそれ以前からもあったが、生物学の分野で広く認められるようになったのはビードルとテイタムによる研究以降である。彼らはアカパンカビの栄養要求株という生理的形質に関する突然変異と、その遺伝について研究することで、この説の根拠を確定した。この説は遺伝子の役割を酵素を通じてタンパク質という特定の物質に結びつけた点で重要である。

## 内容
一遺伝子一酵素説（one gene-one enzyme hypothesis）とは、遺伝子が酵素の合成を何らかの形で支配しているとする説である。生物体における現象は、生化学的な立場から見ればすべては化学反応であり、大まかに言えばそれらの一つ一つにはそれぞれ固有の酵素が関わっている。遺伝子はそれを支配している、というのがこの説の骨子である。個々の遺伝子はそれぞれが決まった酵素の合成に関わっており、酵素の特異性はそれに対応する単一の遺伝子に支配されている、ということである。酵素が合成されればそれが関わる反応が可能となり、それによって形質が発現する。
普通個体から突然変異によって生まれる特殊な形質は、たいていがこの遺伝子に何か不具合が生じたもので、その結果として特定の酵素が合成できなくなり、それによってその酵素の関わる化学反応が行われなくなる。そしてその結果として、形質に異常が生じるという風に説明できる。そのような遺伝子が往々にして劣性であることは、普通の遺伝子が問題の遺伝子と共存することで、前者から正常な酵素が合成できるから、その影響が表に出ないのだと考えれば納得がゆく。例えば突然変異の例としてよく知られるアルビノは色素を作れない個体であるが、これが色素を作る合成経路のどこかに不具合が生じたもので、ひいてはそこに関わる酵素に関する遺伝子に不具合が生じたのだ、と考えるものである。この遺伝子をヘテロに持つ個体では、正常な遺伝子も存在するから、色素の形成は行われるであろう。

## 前史
遺伝学はその初期において、遺伝子がいかにしてその支配する形質を表す働きをするかという疑問を一旦は不問にする形で、ひとまず現象面から遺伝子のふるまいを検討し、そこから染色体説など重要な発展が行われた。その正体がDNAであることの発見もその系列にある。それに対して、この問題に直接に目を向けたのがこの説である。
この考え方が最初に発表されたのは案外古い。1908年にアーチボルド・ガロッドはアルカプトン尿症やフェニルケトン尿症の研究から、これらがメンデルの法則に従うこと、そしてその症状が前者ではチロシンなど芳香族アミノ酸の分解産物であるホモゲンチジン酸、後者ではフェニルピルビン酸が蓄積することによることを示し、おそらくそれらを分解できないことによるものであるとする、ほぼこれに近い考えを主張している。アルカプトン尿症ではGoss(1914)が、正常な血液にはホモゲンチジン酸を分解する酵素が存在すること、患者の血液にはそれが存在しないことを確認した。
ガロッドの説は当初は取り上げられなかったが、これはその頃までの遺伝学が形態に関する遺伝子ばかりを扱っていたため、純粋に生理的な形質に関わる遺伝子という概念になじめなかった面もあるようである。後にビードルはガロッドを「化学遺伝学の父」と呼んで彼の研究を賞賛している。
また、Onslowと Bassett はキンギョソウの黄色と白の花色の遺伝について研究し、これが色素であるアントキサンチンの合成に関わる遺伝子であることを見いだしている(1913)。
ここから、一足飛びに遺伝子が酵素として働くのではないかとの見方もあった。しかし、遺伝子が酵素そのものでないことも確認できた。たとえばコナマダラメイガの赤目系統の幼虫に、正常な黒目系統の精巣を移植すると、成虫の眼が黒くなることが知られている(1936 Caspariによる)。これは色素形成に関する酵素が精巣に含まれるためである。
このように、遺伝子が物質合成などの化学反応に、そしておそらく酵素に結びついているらしいことは次第に明らかになっていた。しかし、この説が広く認められるようになったのはビードルとテイタムの研究によるところが大きい。

## ビードルとテイタム
ジョージ・ウェルズ・ビードルは当初トーマス・モーガンの元でショウジョウバエを材料に遺伝の研究を行い、そこで遺伝子の生化学的な働きやその過程を研究していた。ショウジョウバエの複眼は本来は赤であるが、朱色眼や白眼などその色に関する突然変異がいくつか知られている。彼はそのような変異個体の複眼の原基を通常型の個体の体内へ移植する、あるいは変異個体間で移植するなどの実験を行い、それによって移植された複眼が通常の色に着色する場合があることを見つけた。彼はこのような変異個体では複眼の色素を合成する反応系のどこかに不具合があり、それに必要な何かが健常個体の方から供給されたものと考え、それが一連の反応の中間段階に対応しているらしいことを見つけた(1936)。
なお、吉川(1941)はカイコの卵の色の遺伝についての研究から同様な現象を見つけ、これもほぼ同様の仕組みによっていることを確認し、ほぼ一遺伝子一酵素説を認めている。これらショウジョウバエ、コナマダラメイガ、カイコの色に関する酵素は共通で、トリプトファンをキヌレンにする酵素I、それを3-ヒドロオキシキヌレンにする酵素II、それを色素にする酵素IIIがある。ショウジョウバエの場合、朱色眼は酵素Iの、肉桂色眼は酵素IIの、白色眼は三種の酵素すべてを持たない変異体である。
彼は1937年にスタンフォード大学に移った後、生化学者のエドワード・テータムと共同研究を始めた。彼はここで上記の眼の色彩に関する変異について若干の成果を得た。しかし、遺伝子と酵素の間に強い関係があることは推定されたが、このような形態に関する形質への遺伝子の関わりを生化学的に調べることは困難であった。そのため、より生化学的な研究のしやすい対象として代謝の異常に注目した。しかし多くの動物では代謝の異常は致死遺伝子であり、研究対象にはしがたい。そこで、それに適した生物としてアカパンカビを選んだという。

### 栄養要求株の発見
彼らは、ここで一つの発想の転換を行っている。遺伝子に関する生化学的研究は、まず表現形としてのみ見られる突然変異があり、それの生化学的な素性を探る、という形で行われるのが通例である。彼らは、その逆を行くことを考えた。つまり、まずよくわかっている生化学的現象を選び、それに突然変異を起こしたものを探して、それがどのように遺伝子に支配されているかを見ようとしたのである。
具体的には、生物体内でのアミノ酸やビタミンの合成過程に変異を生じたものを探し、その遺伝子との関わりを明らかにする、ということを目指した。彼らはアカパンカビの最小培地では生育できないが、特定の栄養素を追加すると生育可能になるような栄養要求株を探すことを試みた。突然変異は胞子に紫外線などを照射することで人工的に誘発させた。
アカパンカビの最小培地の組成は、主要な栄養源としてショ糖、それに硝酸塩や微量のビオチン以外は無機塩類のみを含んだものである。つまりアミノ酸やビタミン等は含まれておらず、アカパンカビはこの培地の成分を材料にしてこれらをすべて合成する能力を持っている。もし、最小培地では生育せず、何らかの栄養素を追加することで生育可能となる株が出現すれば、その株はその栄養素を合成できない突然変異であると判断できる。その場合、その株は栄養要求性突然変異株であるといわれ、（その栄養素の名）要求株と呼ばれる。

### 遺伝的分析
一方でそのような形質がどのように遺伝するかも研究することになる。ただし、この菌は自家不和合性なので、適合する株と接触させなければ有性生殖は行わない。したがって、まず適合する株同士を一つのシャーレに接種することから交配実験は始まる。両者の菌糸が中央で接触すると、両者の菌糸の間で接合が行われ、そこに0.5mmほどの球形の子実体が形成され、その内部に多数の子嚢が作られる。
このカビを含む子嚢菌類では栄養体である菌糸体は単相であり、遺伝子は対立遺伝子をもたない。つまり優性の遺伝子も劣性のものも表現型に現れる。また、彼らの有性胞子である子嚢胞子は、子嚢という細長い袋に八個の胞子が一列に入っている。これは子嚢の内部で二つの核が融合した後、減数分裂を行って四つの細胞となり、さらにそれが一回の体細胞分裂を行うことで形成される。しかもその間に細胞の位置が移動しないため、両端より二個ずつは同一の遺伝子型をもつ。そこで、胞子を端から一個ずつ取り分けて培養すれば、それぞれの形質の遺伝が比較的容易に見分けられる。このように、単胞子培養を行うことで遺伝の様子を正確に知ることが出来る。
たとえば、特定の栄養要求株と野生株を交配した場合、そこで作られた子実体から子嚢を個々に取りだし、中の胞子を順番に取り出して培養すると、それによって得られる8株のうち、半分が野生株、残り半分が栄養要求株となる。そして一端から取り出した順に二個ずつは同じ性質のものとなっている。
なお、このカビには有性生殖とは無関係に菌糸が癒合して二つの菌糸体の核が共存する異核共存体（ヘテロカリオン）を作る場合があり、この現象は遺伝的分析を攪乱しかねない。しかし、逆にこれを利用し、単相の菌体でも複相の生物で見られるような遺伝子間の優劣関係などを見ることも出来る。

### 実験結果
まず彼らはピリドキシン要求株を発見し、それを用いてその菌株がピリドキシンを含む培地でなければ生育できないこと、そしてそれ以外はいっさい野生株と異ならないことを示した。その上でこの形質が一つの遺伝子に支配されていると判断できることを示した(1941)。
これは、遺伝子が形態に関わらない生理的形質に直接結びついていることが確かめられた最初の例となった。同時に、この方法の有用性が広く認められ、これを契機に、同様の方法で研究が多く行われるようになった。

## 展開
このように、アカパンカビを用いて、栄養要求株によって多くの物質の代謝経路や、それと遺伝子との関わりを調べる研究が多く行われるようになった。そこでは、酵素と遺伝子の関係がより明確となった。
たとえば、Srb と Horowitz が1944年に発表した研究では、アルギニン要求株7系統を得た。これらについてアルギニン以外に、近縁物質であるオルニチン、シトルリンを与えてその発育を見た。その結果、4株はこれらの物質のどれを与えても発育した。2株はシトルリン、アルギニンのどちらかで発育可能となり、最後の1株はアルギニンを補給した時のみ生育した。これは、オルニチン＞シトルリン＞アルギニンという合成の段階があり、第一群は前駆物質からオルニチンを作る合成過程に問題を持っており、第二群はオルニチン＞シトルリンの段階に、第三群はシトルリン＞アルギニンという合成段階に問題を持っているのだと判断できる。この例では、合成の段階と遺伝子が連動している。
このような研究があらゆるアミノ酸やビタミンに関して行われ、遺伝子と酵素との対応関係はより明確になった。それは一方では物質代謝の過程を明らかにすることにも大きく貢献した。

## 説の確立
それらをもとに提唱されたのが上記のような一遺伝子一酵素説である。1945年までにビードルとテイタム、およびその他の研究者によるアカパンカビやその他大腸菌などいくつかのモデル生物について、上記のような現象に関する多くの結果を得たが、ビードルはこれらをまとめて、遺伝子が酵素の最終的な特異性を支配することで、タンパク質の形でその姿を示すこと、多少の例外はあるにせよ、それがたった一つの遺伝子に当たるだろうことを述べた。この見方のことを Norman Horowitz は1948年の論文で「一遺伝子一酵素説」の名で呼んでいる。

## 歴史的意味
この説は、遺伝子の働きを具体的な物質の存在と結びつけたことに大きな意義がある。特に、酵素は基本的にタンパク質であり、それらはすべてポリペプチドというアミノ酸が数珠繋ぎ（一次構造）になったものを元にしているから、遺伝子にはそれが何らかの形で情報として保存されているのではないかとの想像を促すものである。これは、遺伝情報のあり方そのものの探求へとつながり、その結果として遺伝子暗号がDNAの塩基三つを単位にアミノ酸配列を記録しているという発見につながった。
ただし、その後には鎌状赤血球症のように、遺伝子が酵素ではない一般的なタンパク質の変異と結びついている例も知られたことから、より一般的な表現として「一遺伝子一ペプチド説」が提唱されたこともある。しかし現在の立場では、遺伝子に含まれる情報にはタンパク質の設計図以外もさまざまなものがあり、また一つの遺伝子が複数の酵素にかかわる例もあるなど、この説を適用できない事例も多く存在することが知られる。しかし、歴史的には、遺伝子の役割を具体的な物質とのつながりで明示し、その研究の方向性を示唆した学説として重要である。